# NGC 6973
NGC 6973 est une étoile située dans la constellation du Verseau,. L'astronome français Guillaume Bigourdan a enregistré la position de cette étoile le 14 septembre 1886.